# Cycloderus immaculicollis
Cycloderus immaculicollis es una especie de coleóptero de la familia Pyrochroidae.

## Distribución geográfica
Habita en Chile.